# 喇叭鳥屬
喇叭鸟科（学名：Psophiidae），也称喇叭声鹤科，为鹤形目的一科，现仅存1属3种，为南美洲的特有种，另有若干灭绝物种。体型像鹤，但喙短小尖锐。不善飞行，但善于奔跑，能游泳。生活在森林地带，主要以植物的果实为食。

## 下属物种
喇叭声鹤属（喇叭鸟属）
- 灰翅喇叭鸟 Psophia crepitans Linnaeus, 1758，灰翅喇叭声鹤
- Psophia dextralis Conover, 1934
- 淡翅喇叭鸟 Psophia leucoptera Spix, 1825
- Psophia obscura Pelzeln, 1857
- Psophia ochroptera Pelzeln, 1857
- 暗翅喇叭鸟 Psophia viridis Spix, 1825